# Coelichneumon rubricoxa
Coelichneumon rubricoxa är en stekelart som beskrevs av Heinrich 1961. Coelichneumon rubricoxa ingår i släktet Coelichneumon och familjen brokparasitsteklar. Inga underarter finns listade i Catalogue of Life.